# 1313: Bigfoot Island
1313: Bigfoot Island è un film del 2012 diretto da David DeCoteau. Si tratta del settimo film della serie 1313.

## Trama
Su un'isola remota nel nord-ovest dell'Oceano Pacifico, una giovane donna invoca una creatura mostruosa, il bigfoot, per vendicarsi dei torti subiti. Sei amici, che ogni anno si recano sull'isola per rilassarsi prima dell'inizio del nuovo anno scolastico, si ritroveranno a dover affrontare la mostruosa creatura assetata di vendetta.